# Mulher do Apocalipse

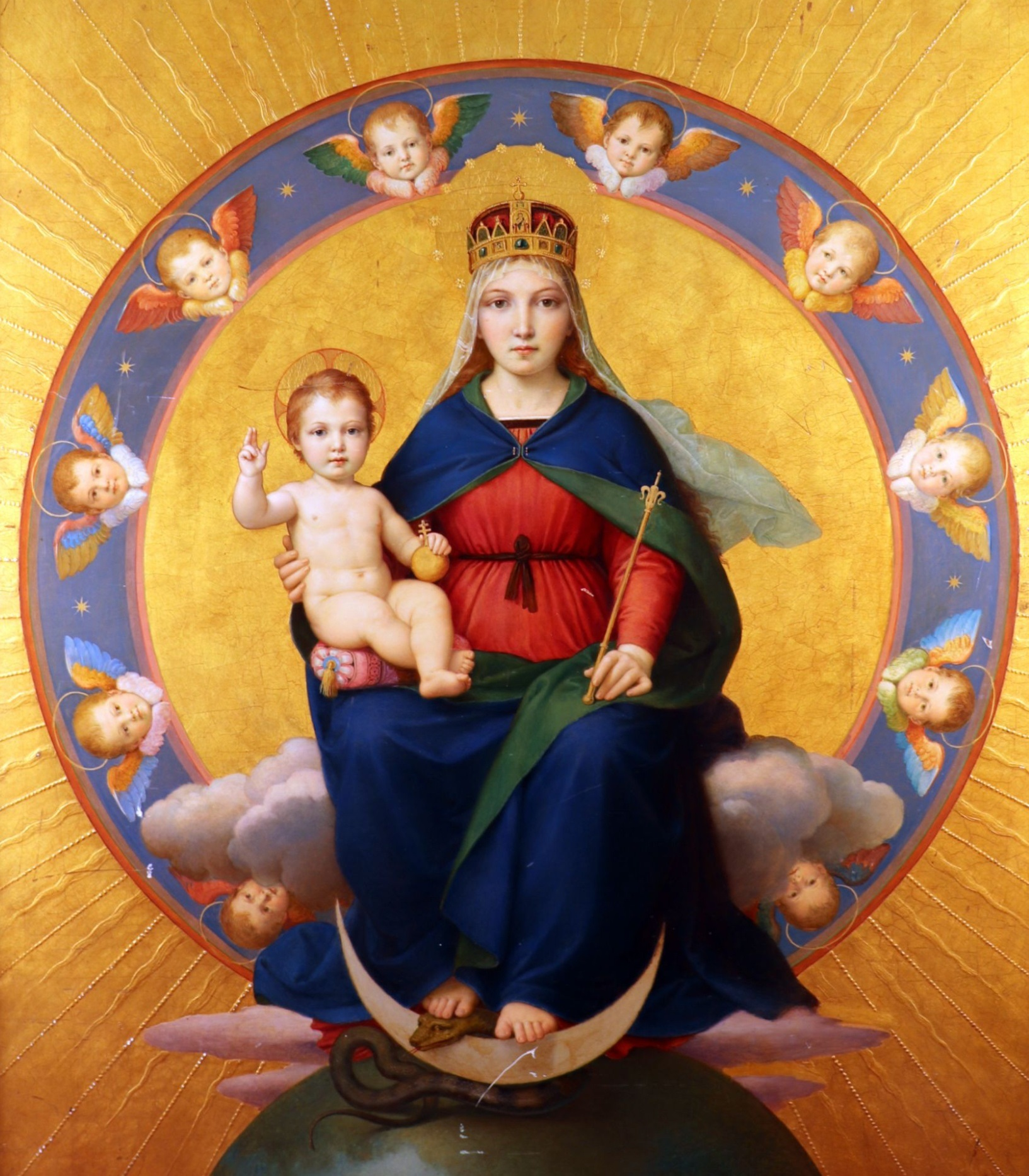
A Mulher Vestida com o Sol e a Santa Coroa da Hungria - pintura de um pintor húngaro, Szoldatits Ferenc.

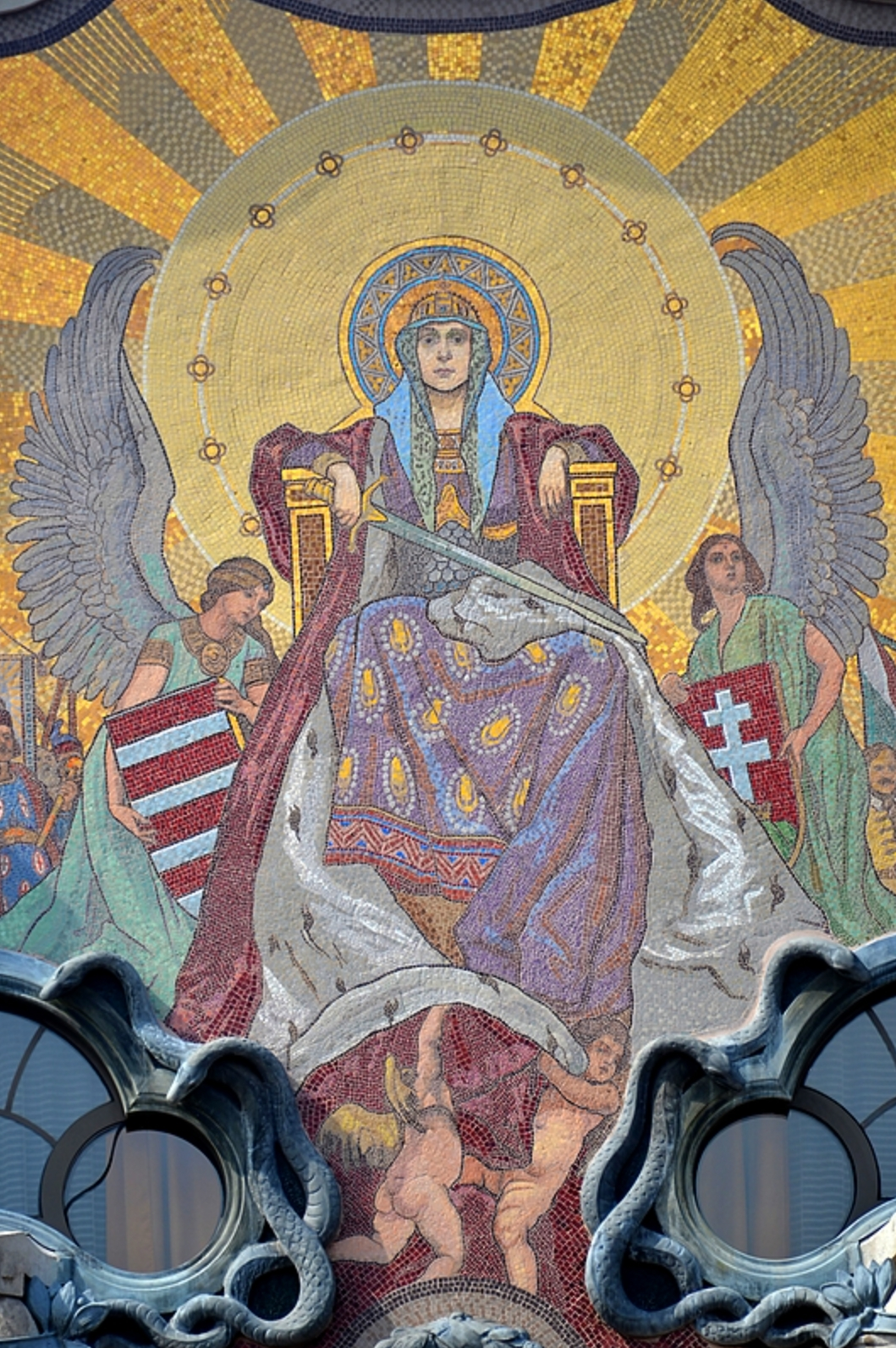
Mulher vestida com o Sol (Patrona Hungariae), mosaico na fachada do 'Turkish Bank House' em Budapeste, Hungria

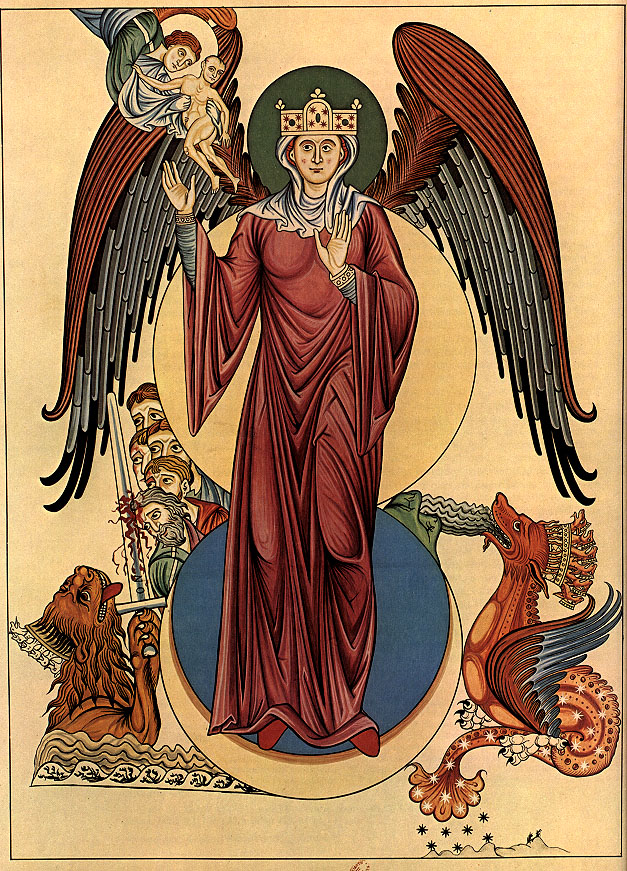
Ilustração em Hortus deliciarum (cerca de 1180 d.C.)

A Mulher do Apocalipse, é uma personagem bíblica, que aparece no capítulo 12 do Livro do Apocalipse. Ela é descrita no verso um "que está vestida do sol, com a lua debaixo de seus pés, e uma coroa de doze estrelas sobre a cabeça".
A mulher dá à luz uma criança do sexo masculino que é ameaçada por um dragão, identificado como o Diabo e Satanás, que pretende devorar o filho assim que ele nasce. Quando a criança é levada para o céu, a mulher foge para o deserto levando a uma "Guerra no Céu", na qual os anjos expelem o dragão. O dragão ataca a mulher, a quem são dadas asas para escapar, e depois a ataca novamente com uma enxurrada de água de sua boca, que é subseqüentemente engolida pela terra. Frustrado, o dragão inicia a guerra contra "o remanescente de sua semente", identificado como os justos seguidores de Cristo.
Segundo a tradição Católica, esta mulher é identificada como a Santíssima Virgem Mãe de Deus e, assim sendo, a nova Arca da Aliança: "Apocalipse 11,19 - Abriu-se o templo de Deus no céu e apareceu, no seu templo, a arca do seu testamento. Houve relâmpagos, vozes, trovões, terremotos e forte saraiva."

## Narrativa
O texto descreve "uma mulher vestida de sol e a lua sob seus pés e sobre sua cabeça uma coroa de doze estrelas" (12,1). A mulher está grávida e prestes a dar à luz, "sofrendo no parto e sofrendo para ser libertada" (12,2).
Então há "um grande dragão vermelho, tendo sete cabeças e dez chifres, e sete coroas sobre suas cabeças" (12,3) que está prestes a "devorar seu filho assim que nasceu" (12,4). Mas seu filho é "arrebatado para Deus" (12,5), e a própria mulher "foge para o deserto, onde tem um lugar preparado por Deus, para alimentá-la ali por mil duzentos e sessenta dias." (12,6)
Então há uma descrição de "Guerra no Céu" dos anjos contra o dragão, e "o grande dragão foi expulso, aquela antiga serpente, chamada Diabo, e Satanás, que engana o mundo inteiro: ele foi lançado fora no terra e seus anjos foram expulsos com ele ". (12,9)
A mulher é novamente mencionada em (12,13), quando ela é perseguida pelo dragão, e "duas asas de uma grande águia" são dadas a ela para escapar (12,14). O dragão a ataca por "água como uma inundação" emergindo de sua boca (12,15), mas a inundação é engolida pela terra (12,16), então o dragão foi "fazer guerra com o remanescente de sua semente que guardam os mandamentos de Deus e têm o testemunho de Jesus Cristo" (12,17).

## Interpretação católica

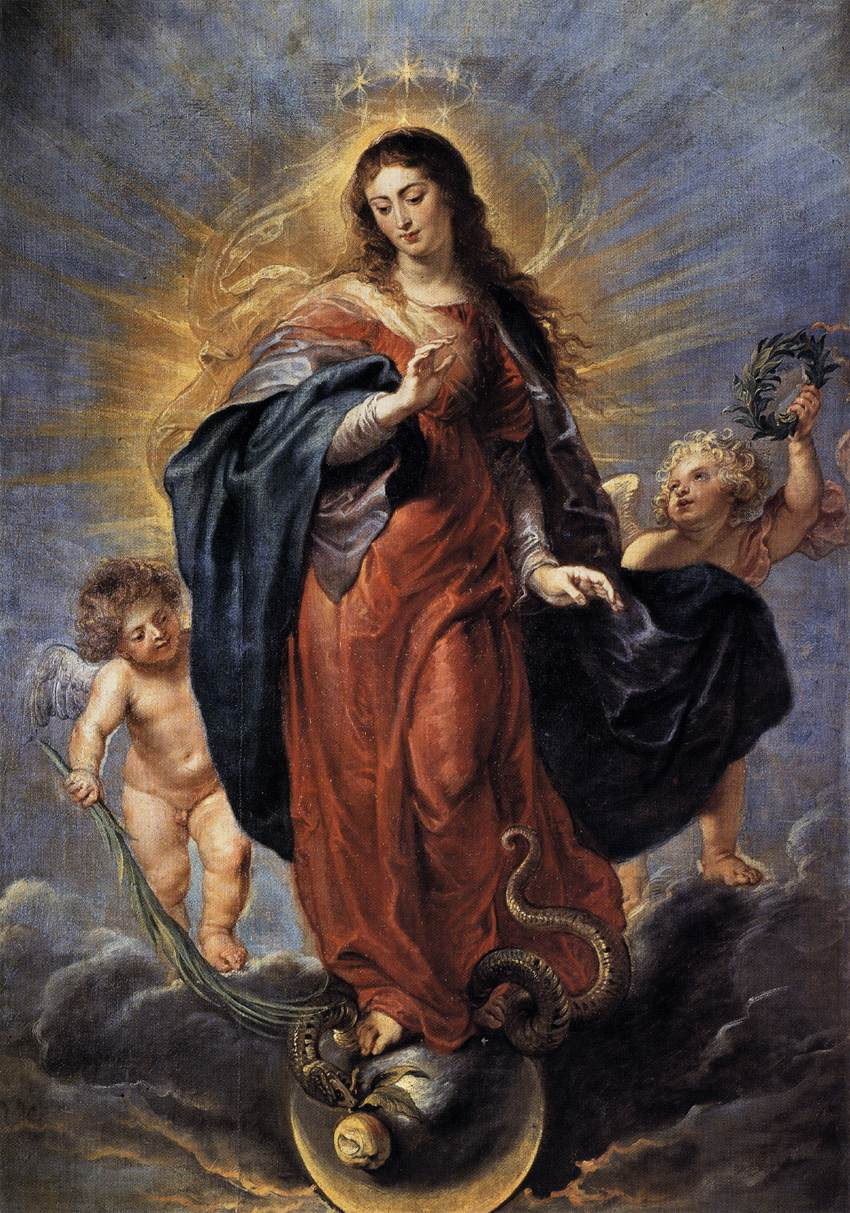
"No fim meu Imaculado Coração triunfará"; revelação de Maria em Fátima aos 3 pastorinhos, que faz alusão a vitória de Maria sobre o mal.

### História
Antigas testemunhas da interpretação mariana incluem São Epifânio, Tychonius (que influenciou fortemente Santo Agostinho), o autor desconhecido da História de José, o Carpinteiro, Quodvultdeus (um discípulo de Santo Agostinho), Cassiodorus (Complexiones in Apocalypsi, escrito c. 570 dC), e os Padres gregos Andreas de Cesaréia (final 6 c / início 7 c) e Oikoumenios (6 c.) .

### Interpretação teológica
O "filho" da mulher é uma referência a Jesus (Apocalipse 12,5), visto que ele está destinado a "governar todas as nações com uma vara de ferro" (Apocalipse 12,5). O dragão tentando devorar o filho da mulher no momento de seu nascimento (Apocalipse 12,4) é uma referência à tentativa de Herodes, o Grande, de matar o menino Jesus (Mateus 2,16). Através de sua morte e ressurreição e ascensão, Jesus "foi arrebatado a Deus e ao seu trono" (Apocalipse 12,5). 
Na interpretação de Pio X (1904), o nascimento não é de Jesus, mas "certamente nosso" (isto é, a Igreja Militante) "nós que, estando ainda detidos no exílio, ainda devemos ser trazidos para o perfeito amor de Deus". Deus e felicidade eterna ". Pio XII (1950) explicita a referência à Assunção de Maria. E João Paulo II (1987) à interpretação Protoevangélio de Gênesis 3,15 e, por extensão, a identificação simbólica da Mulher com Maria e Eva. 
Para Bento XVI, a "Mulher do Apocalipse" é uma alusão tanto da Virgem Maria quanto da Igreja. Em um discurso na solenidade da Imaculada Conceição de 2011, ele afirmou que a visão representa a vitória de Maria, que estaria plenamente associada a vitória de Jesus contra o pecado e a morte, e também da comunidade cristã, como garantia do amor de Deus contra todas as ideologias do ódio e do egoísmo.

### Veneração
Tanto a veneração mariana quanto a interpretação da Mulher do Apocalipse são registradas desde pelo menos o século IV, mas a veneração específica de Maria nessa forma só se torna tangível no período medieval. Iconograficamente, as figuras marianas associadas à narrativa das Revelações são reconhecíveis pelos atributos astronômicos, especificamente por sua posição em uma lua crescente e a coroa de doze estrelas (enquanto a descrição "vestida com o sol" é algumas vezes reproduzida pelos raios que emanam de sua figura).
Associação de Maria com uma única estrela é registrada desde o início do período medieval, no hino Ave Maris Stella.
Uma anedota (publicada pela primeira vez na década de 1980) liga o desenho da Bandeira da Europa (1955) a esse aspecto da iconografia mariana.

## Interpretação protestante
Um dos primeiros testemunhos da interpretação da mulher como a igreja é Hipólito de Roma, que afirma que a interpretação em Cristo e no Anticristo.
Os comentaristas que aderem à Teologia Reformada em sua escatologia às vezes identificam a mulher como a Igreja, e o filho que ela dá à luz são os santos . De acordo com essa interpretação, Apocalipse 12,17 descreve o remanescente da semente da mulher como aqueles que guardam os mandamentos de Deus e têm o testemunho de Jesus Cristo. A descendência da mulher, a semente da mulher, então se refere aos santos. O filho "que governará as nações com uma vara de ferro" é um símbolo dos membros fiéis da Igreja.
A Igreja Adventista do Sétimo Dia tem tradicionalmente se identificado como a " igreja remanescente " do fim do tempo descrita em Apocalipse 12,17.

A Igreja de Jesus Cristo dos Santos dos Últimos Dias também interpreta a mulher como sendo a Igreja, e o filho varão como o reino político que surgirá da Igreja antes ou durante a Segunda Vinda de Cristo; essa interpretação surge da tradução de Joseph Smith do décimo segundo capítulo do Apocalipse. Alguns na igreja interpretam a mulher para ser um símbolo da terra.